# 新竹寺
新竹寺是台灣新竹市南門町（現・東區）的寺院，正式名稱是新竹禪寺。戰後廢寺，原址現在是南門公園。

## 歷史
台灣日治時代明治29年（1896年），曹洞宗創建新竹布教所。第五代住持松山宏堂的時代（1915年至1924年），改稱新竹寺。戰後廢寺，原址曾短暫作為只存在四年的新竹市南區區公所；1950年新竹市降格為縣轄市，南區廢除，該址改為公務員住宅，即現在南門街和勝利路口的南門公園。

## 歷代主持
- 一世足立普明（明治 29 年 9 月～） [2]
- 二世田中石光（明治 34 年 8月～）
- 三世今西大龍（明治 37 年 7 月～）
- 四世加藤奇運（大正 3 年 6 月～）
- 五世松山宏堂（大正 4 年 1 月～）
- 六世佐久間尚孝（大正 13 年 12月～昭和 20 年 3 月 30 日）
- 七世釋無上（昭和 20 年 3 月 20 日～）

## 脚注
1. ↑  大野育子，〈日治時期臺灣日僧與臺籍弟子之關係初探：以新竹寺佐久間尚孝和朱朝明為中心〉，《臺灣學研究》15（2013年6月），頁67-94。
2. ↑  〈陳惠齡，「新竹寺」的歷史紋理、社會實踐〉，頁122。

## 關連項目
- 八宗十四派